# Grand Prix Christian Fenioux
Le Grand Prix Christian Fenioux est une course cycliste disputée traditionnellement le 14 août, veille de l'Assomption, autour de Heugnes (Indre). Créée en 1994, cette épreuve porte le nom du chef d'entreprise Christian Fenioux,. Elle est organisée par l'UC Châteauroux.
La course fait partie du calendrier national de la Fédération française de cyclisme. Elle figure également au programme de la Coupe de France DN2 depuis 2017.

## Palmarès
| Année | Vainqueur           | Deuxième           | Troisième           |
| ----- | ------------------- | ------------------ | ------------------- |
| 1994  | Gérald Liévin       | Czesław Rajch      | Jean-Pierre Duracka |
| 1995  | Éric Fouix          | Bernard Jousselin  | Gérald Liévin       |
| 1996  | Jean-Pierre Duracka | Philippe Mauduit   | Patrice Cossard     |
| 1997  | Christophe Gauthier | Jacek Bodyk        | Christophe Barbier  |
| 1998  | Laurent Planchaud   | Laurent Chotard    | Artūras Trumpauskas |
| 1999  | Franck Faugeroux    | Christian Magimel  | Sergey Belousov     |
| 2000  | Anthony Supiot      | Rony Martias       | Nicolas Boulenger   |
| 2001  | Franck Bigaud       | Yvan Sartis        | Bertrand Mercier    |
| 2002  | Samuel Plouhinec    | Nicolas Reynaud    | Nicolas Dubois      |
| 2003  | Franck Faugeroux    | Freddy Ravaleu     | Yann Vigouroux      |
| 2004  | Christophe Diguet   | Fabrice Jeandesboz | Nicolas Hartmann    |
| 2005  | Benoît Sinner       | Jérôme Bonnace     | Anthony Boyer       |
| 2006  | Jorge Soto          | Thomas Bouteille   | Nicolas Maire       |
| 2007  | Thomas Bouteille    | Kalle Kriit        | Tanel Kangert       |
| 2008  | Sébastien Boire     | Benoît Drujon      | Nikolas Cotret      |
| 2009  | Cho Ho-sung         | Cyrille Patoux     | César Bihel         |
| 2010  | Morgan Lamoisson    | Christophe Laborie | Justin Jules        |
| 2011  | Clément Koretzky    | Marc Staelen       | Mickaël Jeannin     |
| 2012  | Mārtiņš Trautmanis  | Thomas Rostollan   | Romain Cardis       |
| 2013  | Mickael Olejnik     | Pierre Cazaux      | Julien Loubet       |
| 2014  | Ronan Racault       | Florent Pereira    | Émilien Clère       |
| 2015  | Stéphane Reimherr   | Pierre Drancourt   | Mickaël Larpe       |
| 2016  | Geoffrey Millour    | Victor Gousset     | Alexandre Caudoux   |
| 2017  | Jaakko Hänninen     | Étienne Tortelier  | Pierre Lebreton     |
| 2018  | Ronan Racault       | Valentin Ortillon  | Corentin Dubois     |
| 2019  | Brendan Le Cam      | Alexis Diligeart   | Kévin Besson        |
| 2020  | Lucas Boniface      | Clément Orceau     | Dillon Corkery      |
| 2021  | Tristan Delacroix   | Maxime Gressier    | Antoine Roussel     |
| 2022  | Aaron Wade          | Dylan Guinet       | Ronan Racault       |
| 2023  | Yannick Martinez    | Nicolas Malle      | Martin Desmortreux  |
| 2024  | Sota Kusumoto       | Erwan Clément      | Loïc Forestier      |
| 2025  | Théo Sabatier       | Aurélien Pasquet   | Lucas Bonneau       |